# Bob Stapleton
Robert R. ('Bob') Stapleton (Riverside, 1 april 1958) is een Amerikaans ondernemer die manager en eigenaar was van de wielerploeg Team HTC-Columbia. 
Bob Stapleton was de medeoprichter en -eigenaar van het Amerikaanse telecommunicatiebedrijf Voicestream Wireless. Dit bedrijf werd in 2001 verkocht aan T-Mobile voor 24 miljard dollar, waarna de naam in 2002 werd gewijzigd in T-Mobile USA. Hij bleef nog enkele jaren actief in het bestuur van de onderneming.
Als wielerliefhebber richtte hij in 2002, in samenwerking met de Amerikaanse wielerbond USA Cycling, de T-Mobile USA-dameswielerploeg op. De ploeg was eigendom van zijn managementbedrijf High Road Sports, Inc.
Na de onthullingen rond Operación Puerto in 2006 had sponsor T-Mobile geen vertrouwen meer in Olaf Ludwig, de manager van het herenteam. Het lopende contract met Olaf Ludwig Cycling GmbH werd niet meer verlengd en vanaf 1 november 2006 werd Bob Stapleton, die bekendstond als iemand die ijverde voor een dopingvrije sport, ook manager van het herenteam. Het Duitse dochterbedrijf van High Road Sports, Neuer Straßen Sport GmbH, werd de eigenaar.
In 2007 beëindigde T-Mobile na nieuwe dopingperikelen de sponsoring. Met de afkoopsom kon Stapleton de ploeg in 2008 zonder sponsor voortzetten (onder de naam Team High Road). Halverwege het seizoen 2008 vond Stapleton in het Amerikaanse bedrijf Columbia Sportswear een nieuwe sponsor. De ploeg ging sinds de Ronde van Frankrijk 2008 verder als Team Columbia. Hij beschikte over een licentie tot 2010.
Vanaf 2011 was Columbia, dat zich terugtrok uit de wielersport, geen cosponsor meer en ging de ploeg verder onder de naam HTC-High Road. Op 4 augustus 2011 werd bekendgemaakt dat de ploeg ophield te bestaan omdat ze voor het seizoen 2012 geen nieuwe sponsor kon vinden. 
Nadien was Stapleton voorzitter van de World Triathlon Corporation en is hij sinds 2014 voorzitter van USA Cycling, de Amerikaanse wielerbond.